# Salbia lophoceralis
Salbia lophoceralis is een vlinder uit de familie van de grasmotten (Crambidae), uit de onderfamilie van de Spilomelinae. De wetenschappelijke naam van deze soort is voor het eerst voorgesteld als Syngamia lophoceralis door George Francis Hampson in een publicatie uit 1917.
De soort komt voor in Peru.